# Kexholms SK
Kexholms SK är en sportklubb från Åseda. Verksamheten är mestadels inriktad på orientering.
Klubben grundades år 1954 i Kexholm, alltså området söder om järnvägarna i Åseda. Korrekt uttal av klubbnamnet är med tje-ljud, som i kil; alltså inte med k-ljud, som i kille. Namnet torde inte ha något att göra med bakverket Kex. Internt betecknas klubben ofta med förkortningen KSK.
Klubben sköter elljusspåret i Åseda på uppdrag av Uppvidinge kommun, och det är ideella i föreningen som ser till så att där finns skidspår när det finns snö. 

## Arrangemang

### Orientering
Klubben har stått som arrangör för flera stora tävlingar:
- Lång-DM Småland (2015)
- Medarrangör till Tiomila (2014)
- Sydsvenska 7-mannabudkavlen (2011)
- Medarrangör till O-Ringen (2009)
- Natt-DM Småland (2005)
- Sydsvenska mästerskapen (1999)
- Sydsvenska 7-mannabudkavlen (1989)
- Dag-DM Småland (1986)
- Natt-DM Småland (1979)
- Sydsvenska mästerskapen (1978)

Klubben arrangerar lokala träningstävlingar, kallade Uppvidingekarusellen, två gånger om året, i samarbete med grannklubben Alstermo IF. Sedan 2017 arrangeras även Åseda Motionsorientering på onsdagar under stora delar av sommarhalvåret. Naturpasset arrangeras årligen, liksom träningsverksamhet för barn och ungdom.

## Tävlingsframgångar

### Orientering
- 1966 blev Kexholms SK trettonde lag i Smålandskavlen. Det är klubbens största stafettframgång i seniorsammanhang. I laget ingick Ingemar Erlandsson, Elof Eriksson, Lars Karlsson, Evert Fransson och Lars Ljungqvist. Två gånger har Kexholms SK vunnit Smålands DM i budkavleorientering i klassen H12: 1978 genom Peter Mattsson, Jonas Mattsson och Ola Malmquist, och 2002 genom Oskar Ljungqvist, Ludwig Ljungqvist, Jonathan Andersson och Pontus Johansson.
- Sedan många år är stafetten Tjoget årets stora kraftsamling i klubben. År 2010 nådde man sitt hittills bästa resultat, med en, i sammanhanget passande, tjugondeplacering.
- Vid O-ringen i Sälen 2008 segrade Ludwig Ljungqvist i sin H14-klass. Klubbens första seger i O-ringen tog Olle Olofsson i Skåne 1970. Ett stort antal individuella DM-guld i veteranklasser har tagits genom främst Karl-Axel Melkersson, Elof Eriksson och Anna Ekbring.
- Olle Olofsson fortsatte med en framgångsrik elitkarriär i Hagaby GoIF, och bröderna Oskar och Ludwig Ljungqvist i IK Hakarpspojkarna. Alla dessa tre fostrades i Kexholms SK.

## Övriga idrottsgrenar
Kexholms SK har genom åren, i större eller mindre omfattning, bedrivit följande idrotter utöver orientering: längdskidor, skidorientering, löpning, mountainbikecykling, innebandy, bordtennis och gång. Under 1950-talet förekom även ishockey och fotboll på ungdomsnivå.